# Всеправославное совещание (1948)

Всеправосла́вное совеща́ние 1948 года (также Совещание глав и представителей автокефальных Православных церквей) — совещание православных иерархов, представлявших поместные православные Церкви, прошедшее с 8 по 18 июля 1948 года в храме Воскресения Христова в Сокольниках в Москве и приуроченное к празднованию 500-летия фактической самостоятельности Русской церкви.
Подобное мероприятие в Москве первоначально планировалось политическим руководством СССР как вселенский собор «для решения вопроса о присвоении Московской Патриархии титула Вселенской». Но идея не была поддержана греческими церквами: Александрийский патриархат и Кипрская церковь не являлись на торжества, а Константинопольский патриархат и Элладская православная церковь участвовала только в праздничных мероприятиях, но не участвовали в собственно совещании.
Участники Всеправославного совещания: осудили Римскую курию за сношения (пусть даже и только дипломатические) с правительствами стран нацистского блока (в первую очередь, Италии) в недавнем прошлом и за враждебную и подрывную политику по отношению к православным общинам Западной Европы и Средиземноморья и поместным православным Церквам, в юрисдикции которых они находятся; не сочли благовременным для своих церквей участвовать в создании экуменического Всемирного совета церквей, ссылаясь на то, что там преобладали протестантские течения и политические тенденции; высказались за сохранение Александрийской пасхалии.
Мероприятие было заснято на плёнку. В том же году вышел документальный фильм «Празднование 500-летия автокефалии Русской Православной Церкви» (режиссёр Ирина Сеткина). Богословским итогом работы Совещания стал вышедший в следующем, 1949 году двухтомник «Деяния Совещания глав и представителей автокефальных православных Церквей».

## Подготовка
Массовость и торжественность Поместного собора, прошедшего в Москве с 31 января по 4 февраля 1945 года при участии Александрийского, Антиохийского и Грузинского патриархов, а также представителей Константинопольской, Иерусалимской, Сербской и Румынской церквей, позволила государственным и церковным деятелям в СССР считать, что они готовы к мировому лидерству. Председатель Совета по делам РПЦ Г. Г. Карпов информировал правительство о том, что, по мнению многих иностранных представителей, центр вселенского православия следовало бы перенести в Москву, «поскольку Русская православная церковь является самой многочисленной и богатой в материальном отношении». «Журнал Московской Патриархии» за февраль 1945 года констатировал, что «Собор выходит за рамки Поместного… По своему составу он приближается к типу Вселенских Соборов Православной церкви». «Почти Вселенским» назвал Собор и митрополит Алеутский и Североамериканский Вениамин (Федченков). В беседах с Карповым патриарх Алексий I не раз говорил о переносе центра вселенского православия в Москву, желательности проведения в советской столице Вселенского собора и избрания на нём Вселенского патриарха. Преодоление влияния Константинопольской Патриархии, перехват инициативы у неё, отрыв от него Поместных Церквей, привлечение их к Московскому Патриархату — всё это было общей программой, частью которой и должен был стать большой Собор в Москве. Утаить эти планы было невозможно, тем более что сторонников усиления Московской Патриархии было немало.
Подготовка к созыву Вселенского православного собора в Москве активизировалась весной 1946 года в связи с усилением деятельности экуменистов по подготовке Всемирной ассамблеи и чётко проявившимися намерениями руководителей экуменического движения политизировать его. В частности, на Всемирной конференции в феврале 1946 года в Женеве прозвучали требования ревизии Потсдамских договорённостей по Германии, особенно в части её экономического потенциала, был поставлен вопрос о смягчении оккупационного режима, главным образом, в советской зоне. Это привело к началу постепенного пересмотра под давлением властей ранее вполне лояльного отношения РПЦ к экуменическому движению. 15 марта 1946 года председатель Отдела внешних церковных сношений (ОВЦС) митрополит Николай (Ярушевич) указывал в своей докладной записке, что на Соборе следует обсудить переход на новый календарный стиль и принять заявление о признании римо-католичества ересью с осуждением «профашистской линии» папы. Намечалось также осуждение «раскольничьей деятельности» первоиерарха РПЦЗ митрополита Анастасия (Грибановского) и предстоятеля Североамериканской митрополии митрополита Феофила (Пашковского). 29 мая 1946 года Совет министров разрешил Совету по делам РПЦ дать согласие Московской патриархии на проведение совещания с участием глав всех православных автокефальных церквей мира. В правительственном постановлении формулировались и основные задачи совещания — «выработка общей линии по борьбе с Ватиканом», отношения к экуменическому движению, обсуждение вопроса о созыве в Москве Вселенского собора. На протяжении мая-июня в Московской патриархии и Совете по делам РПЦ были подготовлены предварительная программа и план проведения совещания.
Митрополит Николай при этом понимал, что ситуация складывается не в пользу подобного грандиозного проекта, и многие решения будут заблокированы. Например, некоторые делегации воспротивятся осуждению митрополитов Анастасия (Грибановского) и Феофила (Пашковского), ссылаясь на то, что Вселенские соборы осуждали ереси, а не расколы. Глава ОВЦС опасался также, что на соборе будет поднят вопрос о борьбе с атеизмом, что поставит Русскую Церковь в неудобное положение. Осознавал он и то, что и Константинопольская и Александрийская Церкви не станут искренними союзниками Москвы и выступят против её возвышения, как и против резкой критики Ватикана. Митрополит Николай не сомневался, что после антицерковных репрессий и в условиях жёсткого атеистического контроля играть на соборе ведущую роль Московская патриархия не сможет. В итоге митрополит Николай предлагал не спешить с созывом собора, но основательнее к нему подготовиться. В частности «в целях предотвращения поводов к умалению авторитета вселенского собора со стороны наших заграничных раскольников», митрополит Николай запросил «предварительную амнистию архиереев, репрессированных до 1941 года, и предоставление им архиерейских кафедр в целях их дальнейшего участия в соборе». Поскольку мероприятие было уже запланировано, митрополит Николай рекомендовал провести сначала предсоборное совещание, на которое Русская церковь должна была явиться с окрепшими силами, способными при необходимости дать отпор греческим, сербским и болгарским богословам. Для этого следовало открыть духовные академии в Ленинграде и Киеве, привлечь к работе «оставшихся в живых» профессоров (Д. И. Введенского, И. В. Попова, И. Г. Айвазова, протоиерея Василия Верюжского), а также некоторых профессоров-изгнанников — В. Н. Лосского из Франции, С. В. Троицкого из Югославии и других. К началу 1947 года эта идея получила поддержку в Совете по делам РПЦ, хотя в течение 1946 года ещё говорили о грядущем Всеправославном соборе. Патриарх Алексий готов был провести его с 1 по 10 октября 1947 года, собираясь уделить основное внимание натиску римо-католичества и проблеме экуменизма.
14 января 1947 года во время беседы Патриарха Алексия I с Г. Г. Карповым был очерчен круг тем, которые предполагалось предварительно рассмотреть на совещании. Среди них — меры против деятельности Ватикана, отношение к Римо-католической церкви и экуменическому движению, церковный календарь, диалог с Коптской и Армянской церквами, не признающими Халкидонский и последующие Вселенские соборы православной Церкви. Планировались выступления профессора С. В. Троицкого и доцента Н. П. Доктусова об Армяно-Григорианской и Сиро-Яковитской церквах, а также доцента Н. И. Муравьёва об Абиссинской, Сиро-Халдейской и Коптской церквах. Отношениям с нехалкидонскими церквами Совет по делам РПЦ уделял большое внимание, надеясь с их помощью укрепить влияние СССР в Африке и на Ближнем Востоке. Незадолго до этого властями была инициирована переписка Московской патриархии с Сиро-Халдейской церковью о возможности установления общения. Не исключалось тогда и примирение со старокатоликами. Среди вопросов, которые обсуждались на Совещании, были отношение к экуменическому движению (осенью 1948 года состоялась I ассамблея Всемирного совета церквей, приглашение на участие в которой получили все Православные церкви, однако участники Совещания 1948 года посчитали невозможным для православных участвовать во Всемирном совете церквей), отношение к Ватикану, вопрос о действительности англиканской иерархии, календарный вопрос. Спустя две недели повестку расширили, добавив вопросы о принятии «падших» клириков в сущем сане и о «раскольниках», то есть зарубежных юрисдикциях русской традиции.
Помимо официальной программы, в Москве рассчитывали устроить обмен мнениями о границах юрисдикции Константинополя с прицелом на снижение его статуса, а также об англиканской иерархии. В годы Второй мировой войны контакты с англиканами носили вполне доброжелательный характер, однако к 1947 году в Кремле их уже считали инициаторами создания антисоветского религиозного блока. Между тем на Фанаре шло сближение с ними. Стремясь к снижению константинопольского влияния, Москва старалась привлечь к себе симпатии православного Востока и балканских церквей. Тогда же был составлен план открытия в СССР подворий поместных церквей. Московская патриархия обещала предоставить таковые Александрийской, Антиохийской, Иерусалимской, Сербской и Болгарской церквам. При этом размещение подворий ставилось Московской патриархией в прямую зависимость от участия поместных церквей в совещании. Призывая оказывать материальную помощь иерархам Ближнего Востока, Патриарх Алексий I рассчитывал, что «это обеспечит прочное и соответствующее достоинству Русской Православной Церкви существование там наших храмов, укрепит наше влияние там вообще и свяжет более тесными узами взаимоотношение с нами восточных патриархов». Также Патриарх Алексий I предлагал для упрочения мирового влияния Московской Патриархии открыть новые представительства за границей и увеличить финансирование зарубежных приходов. Направляемым из Москвы делегациям следовало подносить главам и представителям поместных церквей драгоценные панагии или кресты, а также денежные суммы в валюте. Так, посетивший Москву митрополит Илия (Карам), обещая поддержку патриарха Антиохийского Александра, постоянно напоминал о материальной помощи, необходимой для бедной Антиохийской Церкви. При этом, по свидетельству Алексия I и митрополита Питирима (Нечаева), митрополит Илия не забывал и о собственном благополучии. Однако чтобы купить согласие греков на увеличение влияния Русской Церкви, суммы нужны были неизмеримо большие, к чему в СССР не были готовы.
8 апреля 1947 года приглашение на совещание было разослано всем главам поместных церквей кроме Польской и Чехословацкой — их каноническое положение могло создать ненужные трения с Фанаром и с Сербской Церковью. Однако Москву ждало разочарование. Предстоятели Антиохийской, Сербской, Румынской, Болгарской, Грузинской и Албанской церквей одобрили идею предсоборного совещания и выразили согласие прибыть на него, но другие православные первоиерархи данную инициативу отвергли. Патриарх Константинопольский Максим V не пожелал отправиться в СССР. По его словам: «Москва послала нам приглашение на „всеправославный собор“, но такой собор должен иметь место там, где его члены свободны от всяких влияний и давлений посторонних элементов, а таковым в настоящее время Москва быть не может». При этом, как докладывал экзарх московского патриарха в Чехословакии архиепископ Елевферий (Воронцов), Константинопольская патриархия безуспешно пыталась воспрепятствовать поездке на совещание румынской делегации. Предстоятель Кипрской православной церкви архиепископ Леонтий, объясняя свой отказ приехать в Москву, утверждал, что созывать соборы такого уровня имеет право только Константинополь. Патриарх Александрийский Христофор II выразил уверенность в том, что совещание можно созывать лишь с согласия трёх первых патриархатов (Константинопольского, Александрийского и Антиохийского), а проводить следовало бы в другом месте, например, в Иерусалиме или на Афоне. К тому же патриарх Христофор II заподозрил Москву в намерении с помощью греков осудить зарубежные русские юрисдикции и посоветовал патриарх Алексию I решить этот «чисто внутренний» вопрос самостоятельно. Отклонил приглашение патриарх Иерусалимский Тимофей, телеграфировавший: «Мы не готовы к участию в предположенном совещании». Уже в 1947 году стало понятно, что Московское совещание не будет всеправославным.
В августе 1947 года патриарх Алексий известил глав автокефальных церквей о переносе намеченной встречи «ориентировочно на лето будущего 1948 г.». В качестве официальной причины этого называлась необходимость более тщательной подготовки докладов. Скромнее была сформулирована и цель совещания — празднование 500-летия автокефалии Русской церкви. Расчёт заключался в том, чтобы, по словам патриарха Алексия I, «соединить церковное празднование этого события с деловыми собраниями». Во властных структурах формулировки целей совещания претерпевали изменения. 13 февраля 1948 года Совет по делам РПЦ докладывал в правительство, что в современной международной обстановке важность приобретает задача сохранить «сложившееся единство православных церквей стран новой демократии путём более тесного сплочения их вокруг Русской православной церкви». А в докладной записке Г. Г. Карпова Ворошилову от 9 мая 1948 года уточнялось, что «Московское церковное совещание будет иметь значение как демонстрация сплочения большинства православных церквей в деле поддержки антиимпериалистических демократических сил в их борьбе против поджигателей новой войны». Лексика отразила наступление важного этапа во внешнеполитической деятельности Русской церкви, связанного с борьбой за мир. Из всех восточных патриархов в Москву выразил желание ехать только Антиохийский Патриарх Александр III. Однако как следует из письма заведующим Ближневосточным отделом МИД СССР И. И. Бакулина от 26 мая 1948 года, «в беседе с посланником СССР в Сирии и Ливане тов. Солодом митрополит ливанский Илья Карам сообщил ему, что англичане и американцы оказывают на него сильное давление, чтобы он прекратил разговоры о своей поездке в Советский Союз. В последнее время они начали угрожать ему через секретаря британской миссии Марун Араба тем, что в случае продолжения им благоприятных отзывов о Советском Союзе его могут ожидать большие неприятности. <…> Англичанам и американцам якобы удалось повлиять на сирийское и ливанское правительства, которые дали понять Антиохийскому патриарху Александру III, что принятие участия в предполагаемом московском совещании православной церкви может вызвать серьёзные последствия для Антиохийской церкви. Не довольствуясь этим, английский посланник дважды посетил Антиохийского патриарха и открыто угрожал ему серьёзными последствиями в случае, если он решит выехать на московское совещание. Всё это настолько удручающе повлияло на патриарха, что он не только решил сам не ехать в Москву на указанное совещание, но имеются признаки того, что он не пустит в Москву и митрополитов».

## Проведение
8 июля в 11 часов молебном в Богоявленском кафедральном соборе открылись юбилейные торжества по случаю 500-летия автокефалии Русской Православной Церкви. 12 часов 30 минут начался приём в Патриархии. В 5 часов вечера состоялось открытие юбилейных торжеств и Торжественное заседание в Воскресенском храме в Сокольниках.
9 июля с 11—15 часов состоялось первое пленарное заседание Совещания в Воскресенском храме, что в Сокольниках. В 17 часов вечера все делегации, разделенные на три группы, по определённому расписанию, посетили московские храмы: Николо-Кузнецкий, пророка Илии в Обыденном переулке и Знамения в Переяславской слободе.
10 июля с 10 часов 30 минут по 17 часов прошло второе пленарное заседание Совещания в Сокольниках. Вечером члены делегаций совершили всенощные богослужения в московских храмах по следующему расписанию: Румынская делегация — в Знаменской церкви, Болгарская — в Новодевичьем монастыре, Сербская — в Ильинской церкви, Албанская — в Воскресенской церкви в Брюсовском переулке, Грузинская — во Всехсвятской церкви в селе Всехсвятском, Польская — в Ново-Кузнецкой, делегации от Западно-Европейского и Средне-Европейского Экзархатов — в Ризоположенском храме, Чешская делегация и архиепископ Серафим (Соболев) — в храме Иоанна Воина на Большой Якиманке, Американская делегация — в селе Черкизове, делегации из Голландии и Китая — в церкви святого Иоанна Предтечи на Красной Пресне, делегации Антиохийская и Югославская — в селе Алексеевском, Константинопольская и Греческая — в Богоявленском Патриаршем соборе.
11 июля (воскресенье) состоялась Литургия в Патриаршей Крестовой церкви в присутствии Глав Церквей. Остальные члены делегаций совершали Литургии в тех же храмах, в которых накануне они совершили всенощные. В 17 часов 30 минут состоялась Лития на могиле Патриарха Сергия. 18 часов состоялась Всенощная в Богоявленском Патриаршем соборе с участием всех делегаций.
12 июля. 10 часов началась Торжественная Литургия в Богоявленском Патриаршем соборе при служении Глав и Представителей поместных Церквей. В 16 часов состоялся обед, данный Патриархом Алексием I для членов делегаций и гостей в гостинице «Метрополь».
13 июля. Заседание комиссий. Главы делегаций посетили Третьяковскую галерею.
14 июля. Заседание комиссий. Главы Церквей совершили прогулку по каналу «Москва».
15 июля. Заседание комиссий. 19 часов. Обед, данный Советом по делам Русской Православной Церкви при Совете Министров СССР в честь делегаций.
16 июля. Посещение Исторического Музея и Третьяковской галереи. Духовный концерт в Московской Государственной Консерватории.
17 июля. В 10 часов 30 минут началось заключительное пленарное заседание Совещания, на котором были приняты решения по вопросам, поставленным на повестку дня. С 13 до 15 часов состоялась передача трёх храмов в Москве для подворий Антиохийской, Сербской и Болгарской Церквей. Вечером члены делегаций совершили всенощные богослужения в московских храмах.
18 июля 1948 года по окончании торжеств высокие гости совершили паломничество в Троице-Сергиеву лавру, после чего иностранные делегации направились в Ленинград, Киев, Тбилиси.

## Участники
Список участников торжеств:
Константинопольская православная церковь
- Экзарх Константинопольского патриарха по Европе митрополит Фиатирский Герман (Стринопулос)
- Митрополит Родосский Тимофей (Евангелинидис)
- Протопресвитер Константин Маройтакиc.

Александрийская православная церковь
поручила представительство от своего имени на торжествах и на Совещании Антиохийской делегации
Антиохийская православная церковь
- Митрополит Эмесский Александр (Джеха)
- Митрополит Ливанский Илия (Карам)
- Архимандрит Василий (Самаха).

Грузинская православная церковь
- Католикос-патриарх Каллистрат
- Митрополит Урбнисийский Мелхиседек (Пхаладзе)
- Митрополит Кутаисский и Гаенатский Ефрем (Сидамонидзе)
- протоиерей А. Савчук
- протоиерей Xаритон Девдариани
- протодиакон Амвросий Ахобадзе

Сербская православная церковь
- Патриарх Сербский Гавриил
- Митрополит Скоплянский Иосиф (Цвийович)
- Епископ Браничевский Вениамин (Таушанович)
- Павел Дрецуна
- Душан Дожич.

Румынская православная церковь
- Патриарх Румынский Юстиниан
- Архиепископ Крайовский Фирмилиан (Марин)
- Епископ Клужский Николай (Колан)
- Епископ Бузэуский Анфим (Ангелеску)
- декан богословского факультета Бухарестского университета профессор-протоиерей Петр Винтилеску[рум.]
- протоиерей Симеон Няга
- Овидиу Марина.

Болгарская православная церковь
- Экзарх Болгарский, митрополит Софийский Стефан (Шоков)
- Митрополит Пловдивский Кирилл (Марков)
- Митрополит Сливенский Никодим (Пиперов)
- Архимандрит Мефодий (Жерев)[болг.]
- протоиерей Всеволод Шпиллер
- священник Климент Димитров.

Элладская православная церковь
- Митрополит Филиппийский и Неапольский Хризостом (Хадзиставру)
- Архимандрит Дамаскин.

Албанская православная церковь
- Епископ Корчинский Паисий (Водица)
- священник Яни Ристо
- священник Лазарь Коном
- Алекс Любанииг
- Нико Чани, генеральный секретарь Синода.

Польская православная церковь
- Архиепископ Белостокский и Вельский Тимофей (Шрёттер)
- Епископ Вроцлавский Михаил (Кедров)
- Архипресвитер Иоанн Коваленко[пол.]
- протоиерей Евгений Наумов
- протоиерей Александр Калинович.

Русская православная церковь
- Патриарший экзархат в Чехословакии
  - Архиепископ Пражский и Чешский Елевферий (Воронцов)
  - протоиерей Честмир Крачмар
  - протоиерей Георгий Новак
  - игумен Мефодий (Канчуга)
  - Б. Л. Черкес, управляющий делами экзархата
- Западноевропейский экзархат Русской православной церкви
  - экзарх в Западной Европе митрополит Серафим (Лукьянов)
  - игумен Дионисий (Шамбо)
  - протоиерей Андрей Сергиенко
- Среднеевропейский экзархат Русской православной церкви
  - Экзарх в Средней Европе архиепископ Венский Сергий (Королёв)
  - Архимандрит Арсений (Шиловский)
  - А. П. Струве, секретарь экзархата
- Североамериканский экзархат Русской православной церкви
  - Экзарх в США архиепископ Алеутский и Северо-Американский Макарий (Ильинский)
  - протоиерей Иосиф Дзвончик
  - протоиерей Александр Присадский.
- Русские приходы в Болгарии
  - Управляющий русскими приходами в Болгарии архиепископ Серафим (Соболев)
  - Архимандрит Пантелеимон (Старицкий)
- Благочиние русских приходов в Югославии
  - Благочинный протоиерей Иоанн Сокаль
  - протоиерей Владислав Неклюдов
- Русская духовная миссия в Китае
  - Архимандрит Гавриил (Огородников)
- Русская духовная миссия в Голландии
  - Архимандрит Дионисий (Лукин)
  - ван Эпенхайзен, секретарь миссии

## Итоги
В церковной историографии это Всеправославное совещание долгое время освещалось скупо, поскольку отказ от участия во Всемирном совете церквей и осуждение политической деятельности Ватикана стали неудобными, когда отношения с папской курией улучшились, а Московский патриархат вступил в ВСЦ и начал активно участвовать в экуменическом движении. В результате о Совещании писали преимущественно консерваторы, порою намеренно выпячивавшие его «фундаментализм». Ситуация стала меняться лишь в 2010 годы, когда были опубликованы целый ряд научных статей об этом мероприятии.
Протоиерей Владислав Цыпин отмечал: «В своих решениях Московское совещание проявило неукоснительную верность преданию, здоровый традиционализм и трезвость в оценке западной церковной жизни. Московское совещание 1948 года стало значительным шагом в восстановлении межправославного сотрудничества, нарушенного двумя мировыми войнами, революциями и другими политическими событиями. Хотя серьёзные проблемы во взаимоотношениях Московского и Константинопольского Патриархатов остались неразрешёнными, зато Совещание глав и представителей Поместных Православных Церквей сделало значительный шаг в консолидации славянских Православных Церквей Восточной Европы, а также Церквей Антиохийской, Румынской и Албанской. Это был первый после перерыва опыт совместной разработки представителями Поместных Православных Церквей богословских, канонических, церковно-исторических и литургических вопросов».
Как отмечала Татьяна Волокитина, на совещании «была решена задача-минимум: создан регионально ограниченный восточноевропейский блок православных церквей под руководством РПЦ. В его основание оказались заложенными единогласно принятые „Обращение к христианам всего мира“, направленное против Папы Римского и Америки как „гнезда протестантизма“, а также постановления „Ватикан и Православная церковь“, „Экуменическое движение и Православная церковь“. Содержавшие богословские определения эти и другие документы совещания (в том числе — „Об англиканской иерархии“, „О церковном календаре“), рассматриваемые в контексте современной полемики об отношении православия к инославию, включая и экуменизм, сохраняют актуальность и в наши дни».
Однако масштабные планы советских властей реализованы не были. Как отмечала Марина Монгуш «Советскому руководству пришлось смириться с мыслью, что иерархи Церквей, прежде всего Греции и Турции, весьма неуступчивы, и, следовательно, церковный ресурс в глобальной политике не может быть использован в том объёме, на который рассчитывал Кремль». Сразу после этого началась новая волна гонений на Русскую церковь: 25 августа 1948 года были запрещены крестные ходы из села в село, духовные концерты в храмах вне богослужений, молебны на полях. 28 октября Совет министров СССР постановил отменить прежде выданное им распоряжение об открытии 28 храмов под предлогом, что оно не было подписано председателем Совмина Иосифом Сталиным. Решение ЦК ВКП(б) по данному вопросу было разослано всем местным партийным организациям. 16 ноября 1948 года Священный синод Русской православной церкви вынудили принять решение о запрещении превращать проповеди в храмах в уроки Закона Божия для детей. В 1948 году началась новая волна закрытия храмов. В 1948—1953 годы закрывалось от 100 до 400 храмов и молитвенных домов в год. Всего до 1954 года было закрыто 1055 церквей.